# Epidonta duplicata
Epidonta duplicata är en fjärilsart som beskrevs av Sergius G. Kiriakoff 1962. Epidonta duplicata ingår i släktet Epidonta och familjen tandspinnare. Inga underarter finns listade i Catalogue of Life.